# ららぽーと門真・三井アウトレットパーク 大阪門真
三井ショッピングパーク ららぽーと門真・三井アウトレットパーク 大阪門真（みついショッピングパーク ららぽーとかどま・みついアウトレットパーク おおさかかどま）は大阪府門真市にある複合商業施設である。2023年4月17日に開業した。ららぽーとと三井アウトレットパークが同一施設に存在し一体的に運営されている初の商業施設である。

## 概要
運営会社の三井不動産は、日本全国各地にアウトレットモール「三井アウトレットパーク」とショッピングモール「三井ショッピングパーク ららぽーと」の2つのブランドを展開しているが、今回この2つのブランドを全国で初めて、一体型で運営することによって、地元住民のみならず、観光客などを巻き込み、全く新しいショッピング体験や感動体験を提供することを目標としており、延べ250店舗もの店舗を展開する。

## ロケーション
同所は、基は1970年ごろから建設され、2017年に移転のため閉鎖された松下電器産業→パナソニックの音響機器（AV）工場があった「南門真」と呼ばれた地域であり、「（仮称）門真市松生町商業施設計画」の一環として再開発が進められている地域である。
この再開発地域は大きく4つの街区からなり、三井アウトレットパークとららぽーとはそのA街区として三井不動産が施工・運営を担当。その他、B街区に関連会社・三井不動産レジデンシャルが担当する分譲マンション（5,600 m2）、C街区は会員制倉庫型スーパーマーケット（ホールセールクラブ）のコストコ（34,000 m2）、D街区には東和薬品の事業所・工場（7,700 m2）が建設される予定である。同地は、現在門真市駅が起終点駅となっている大阪モノレール本線が、2029年度に東大阪市方面まで延伸される予定であり、現在大阪メトロ長堀鶴見緑地線が乗り入れている門真南駅（モノレール駅としては仮称）もこの際新設される予定になっていることから、その交通の便を生かし、主に子育て世帯が集客できるものと判断して、三井アウトレットパークとららぽーとを一体化した大型ショッピングセンターや分譲マンションなどを建設することになったという。

## 店内概要

### ららぽーと門真
1階は、フロアの大半がフードマーケットを占める食の一大ゾーン「門真うまいもん街」となっている。
- 黒門市場 - 大阪・ミナミにある黒門市場公認のフードマーケット
- ライフセントラルスクエア
- レストラン・コロッセオ、食道園など

3階にもフードコートと称した食堂街のほか、シネマコンプレックス「TOHOシネマズ」（9スクリーン・約1,400席）などがある。またアカチャンホンポ、無印良品、namco、ヤマダデンキテックランドなどの大型店舗や、日本再上陸となる「FOREVER 21」の1号店がテナントとして入居している。

#### TOHOシネマズららぽーと門真
TOHOシネマズ ららぽーと門真（トウホウシネマズ ららぽーとかどま）は、ららぽーと門真にある映画館（シネマコンプレックス）。
大手映画会社・東宝の子会社であるTOHOシネマズ株式会社が運営しており、同社が運営する映画館としては府内では7館目となる。また門真市にとっては1958年から1993年まで営業していた「門真東映」以来30年ぶりの映画館となった。
概要
当館のスクリーン6には、ドルビーラボラトリーズが開発した各種設備が搭載された規格「DOLBY CINEMA」がTOHOシネマズとしては初めて導入された。同スクリーンは、広色域かつ鮮明な色彩と幅広いコントラストを実現でき、特に黒色の表現を得意とする規格「Dolby VISION」と、これまでも一部のTOHOシネマズの系列館に導入されていた音響方式「Dolby ATMOS」が導入されている。その他にもプレミアムシアターが最大のキャパ数を持つスクリーン7に、轟音シアターがスクリーン9に、それぞれ導入されている。
また、開館を記念したキャンペーンが実施され、大学生以上の観客の入場料が1,200円になるサービスや、こけら落としとして上映された映画『名探偵コナン 黒鉄の魚影』とのコラボレーション企画も実施される。
また飲食販売ではソフトドリンクをドリンクバー形式の「ドリンクステーション」として販売する。これは関西圏のTOHOシネマズでは当施設が初めての設置となる。
| TOHOシネマズ ららぽーと門真のスクリーン | TOHOシネマズ ららぽーと門真のスクリーン | TOHOシネマズ ららぽーと門真のスクリーン | TOHOシネマズ ららぽーと門真のスクリーン | TOHOシネマズ ららぽーと門真のスクリーン | TOHOシネマズ ららぽーと門真のスクリーン |
| スクリーン                              | 座席数                                  | 車椅子                                  | スクリーン サイズ（m）                  | 音響                                    | その他設備                              |
| --------------------------------------- | --------------------------------------- | --------------------------------------- | --------------------------------------- | --------------------------------------- | --------------------------------------- |
| SCREEN 1                                | 79                                      | 2                                       | 8×3.4                                   | Dolby 5.1 / 7.1ch                       | -                                       |
| SCREEN 2                                | 191                                     | 2                                       | 14.5×6.1                                | Dolby 5.1 / 7.1ch                       | -                                       |
| SCREEN 3                                | 191                                     | 2                                       | 14×5.9                                  | Dolby 5.1 / 7.1ch                       | -                                       |
| SCREEN 4                                | 119                                     | 2                                       | 10×4.2                                  | Dolby 5.1 / 7.1ch                       | -                                       |
| SCREEN 5                                | 85                                      | 2                                       | 8×3.4                                   | Dolby 5.1 / 7.1ch                       | -                                       |
| SCREEN 6                                | 205                                     | 2                                       | 非公表                                  | Dolby ATMOS                             | DOLBY CINEMA                            |
| SCREEN 7                                | 281                                     | 2                                       | 17.8×7.5                                | カスタムオーダー メイドスピーカー       | プレミアムシアター                      |
| SCREEN 8                                | 85                                      | 2                                       | 8×3.4                                   | Dolby 5.1 / 7.1ch                       | -                                       |
| SCREEN 9                                | 149                                     | 2                                       | 10.5×4.4                                | 轟音シアター                            | -                                       |

### 三井アウトレットパーク大阪門真
近接地（約2.3 km南東）の大阪市鶴見区茨田大宮にあった鶴見はなぽ〜とブロッサム → 三井アウトレットパーク 大阪鶴見（2023年3月12日閉店）が移転する形で開業。そのため、一部のテナントも移転という形で出店している。
2階に設けられる同アウトレットモールは、三井アウトレットパーク大阪鶴見からの移転組（アディダス、コーチ、ビームス、ナイキ、プーマなど）に加え、新たに出店する海外ブランドなど60店舗が新規出店した。スポーツ・アウトドア用品などのブランドショッピングが楽しめる場である。

## 交通アクセス
- 京阪本線・大阪モノレール本線・門真市駅より徒歩8分